# Gomphocarpus semiamplectens
Gomphocarpus semiamplectens är en oleanderväxtart som beskrevs av Karl Moritz Schumann. Gomphocarpus semiamplectens ingår i släktet Gomphocarpus och familjen oleanderväxter. Inga underarter finns listade i Catalogue of Life.